# Daniel Ahlgren
Pour les articles homonymes, voir Ahlgren.
Daniel Ahlgren (né le 30 octobre 1971 à Kristianstad) est un auteur de bande dessinée suédois. Actif depuis le début des années 1990, il collabore à Galago jusqu'au milieu des années 2000 en réalisant des histoires de genres variés.

## Distinctions
- 1995 : Diplôme Adamson pour sa contribution à la bande dessinée suédoise
- 1997 : Chien moche Galago (sv)
- 2001 : Prix Urhunden du meilleur album suédois pour För fin för denna världen
- 2014 : Prix Adamson du meilleur auteur suédois pour l'ensemble de son œuvre